# Frances McDormand
Frances Louise McDormand, all'anagrafe Cynthia Ann Smith (Gibson City, 23 giugno 1957), è un'attrice, doppiatrice e produttrice cinematografica statunitense, vincitrice di quattro Premi Oscar, tre Golden Globe, tre Premi BAFTA, quattro Screen Actors Guild Awards, sette Critics Choice Awards, un Tony Award, due Premi Emmy e una Coppa Volpi al Festival di Venezia.
Annoverata tra le migliori attrici della sua generazione, McDormand è sposata con il regista e scrittore Joel Coen dal 1984, anno in cui ha esordito sul grande schermo (diretta proprio dal marito) con il film Blood Simple - Sangue facile, nel 1993 si è aggiudicata la Coppa Volpi per la migliore interpretazione femminile alla Mostra internazionale d'arte cinematografica di Venezia e un Golden Globe Speciale insieme con tutto il cast del film America oggi di Robert Altman. Nel 1997 ha vinto il suo primo Premio Oscar alla miglior attrice e lo Screen Actors Guild Award per la sua interpretazione nel film di culto Fargo.
Nel 2017 ha ricevuto consensi internazionali per la sua interpretazione di Mildred Hayes nel film Tre manifesti a Ebbing, Missouri, per il quale si è aggiudicata un Golden Globe, due Screen Actors Guild Awards, un Premio BAFTA e il suo secondo Oscar come miglior attrice protagonista. Nel 2021 riceve due ulteriori Premi Oscar, vinti come produttrice del miglior film e migliore attrice protagonista per Nomadland. Ha ricevuto altre tre candidature all’Oscar, come miglior attrice non protagonista, per i film Mississippi Burning - Le radici dell'odio, Quasi famosi e North Country.

## Biografia
Di origini canadesi, nasce come Cynthia Ann Smith a Gibson City, in Illinois, il 23 giugno 1957. All'età di un anno e mezzo viene adottata da Noreen Nickelson e Vernon McDormand, che la ribattezzano Frances Louise McDormand. Il padre è un pastore della congregazione protestante 'Discepoli di Cristo', di cui la madre biologica di Frances McDormand era parrocchiana. Un'altra figlia adottiva dei coniugi McDormand, Dorothy, è stata ordinata pastore e cappellano dei 'Discepoli di Cristo', così come accaduto ad altri due loro figli adottivi. I McDormand non hanno avuto figli naturali.

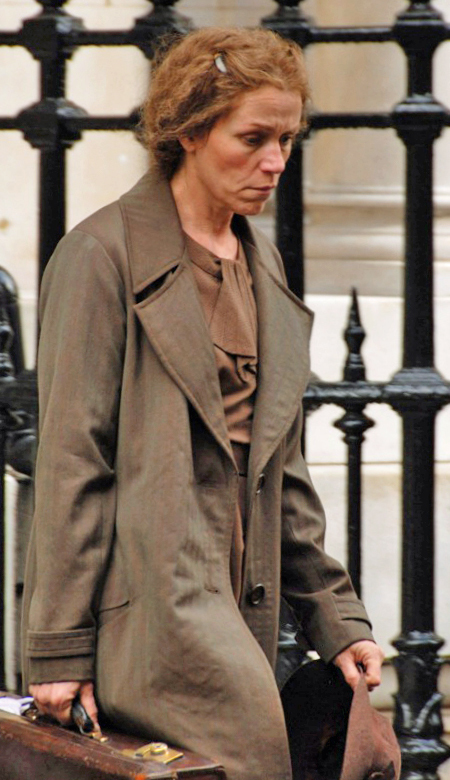
Frances McDormand sul set del film Miss Pettigrew (2008)

La professione del padre li ha portati a frequenti traslochi: i McDormand hanno vissuto in varie cittadine di Illinois, Georgia, Kentucky e Tennessee, prima di stabilirsi definitivamente a Pittsburgh, in Pennsylvania, dove Frances si è diplomata nel 1975. Frances McDormand studia poi al Bethany College di Bethany, nella Virginia Occidentale, dove consegue un baccellierato in Teatro nel 1979. Nel 1982 consegue un master alla scuola di recitazione di Yale, dove è compagna di stanza di Holly Hunter. Il suo primo ruolo fu a Trinidad e Tobago, in un dramma scritto dal poeta Derek Walcott e finanziato dalla Fondazione MacArthur.
Il suo primo ruolo cinematografico è nel 1984 nel film Blood Simple - Sangue facile dei fratelli Ethan e Joel Coen: quest'ultimo diventa suo marito in questo stesso anno, e l'anno successivo la coppia acquista una casa nel Bronx, che condivide con Holly Hunter, Sam Raimi e il cognato Ethan. La sua carriera cinematografica procede di pari passo con quella televisiva e teatrale: in primo luogo interpreta il personaggio di Connie Chapman nella quinta stagione della serie televisiva poliziesca Hill Street giorno e notte, e nel 1988 interpreta Stella Kowalski nello spettacolo teatrale di Tennessee Williams, Un tram che si chiama Desiderio, ruolo per cui è candidata al Tony Award.
McDormand appare in molte pièce teatrali e televisive per tutta la sua carriera, e diventa anche membro della compagnia di teatro sperimentale 'The Wooster Group'. Il suo lavoro è molto apprezzato dalla critica, tanto che, a titolo di esempio, è stata candidata quattro volte all'Oscar: la prima volta nel 1989 come miglior attrice non protagonista per il film Mississippi Burning - Le radici dell'odio, poi nel 1997 vinse il premio come miglior attrice protagonista per Fargo, film diretto dal marito. Nel 2001 fu candidata come miglior attrice non protagonista per Quasi famosi: non vinse, ma il suo ruolo ricevette numerosi altri riconoscimenti dalla critica statunitense. Nel 2006 la quarta nomination, di nuovo come miglior attrice non protagonista, per il film North Country - Storia di Josey. Nel 2017, riceve il plauso del pubblico e dalla critica per il ruolo di Mildred nella pellicola Tre manifesti a Ebbing, Missouri, che le vale numerosi riconoscimenti, tra cui un Golden Globe come migliore attrice in un film drammatico, due Screen Actors Guild Award, un Premio BAFTA e il secondo premio Oscar come miglior attrice della sua carriera.
Nel 2021 è vincitrice di due Premi Oscar, vinti come miglior film e migliore attrice protagonista per il film Nomadland, diventando così la seconda donna a vincere tre Premi Oscar alla miglior attrice protagonista dopo Katharine Hepburn. Diventa così anche la prima donna nella storia a vincere la statuetta sia come miglior attrice sia per il miglior film.

## Vita privata
Frances McDormand ha sposato il regista Joel Coen nel 1984: i due hanno adottato dieci anni dopo un bambino del Paraguay, Pedro McDormand Coen, e vivono a New York. McDormand ha recitato in otto film diretti dal marito.

## Filmografia

### Attrice

#### Cinema
- Blood Simple - Sangue facile (Blood Simple), regia di Joel Coen (1984)
- I due criminali più pazzi del mondo (Crimewave), regia di Sam Raimi (1985)
- Arizona Junior (Raising Arizona), regia di Joel Coen (1987)
- Mississippi Burning - Le radici dell'odio (Mississippi Burning), regia di Alan Parker (1988)
- Doppio inferno (Chattahoochee), regia di Mick Jackson (1989)
- Darkman, regia di Sam Raimi (1990)
- L'agenda nascosta (Hidden Agenda), regia di Ken Loach (1990)
- Crocevia della morte (Miller's Crossing), regia di Joel Coen (1990)
- Amore e magia (The Butcher's Wife), regia di Terry Hughes (1991)
- Saluti dal caro estinto (Passed Away), regia di Charlie Peters (1992)
- America oggi (Short Cuts), regia di Robert Altman (1993)
- Bleeding Hearts, regia di Gregory Hines (1994)
- Oltre Rangoon (Beyond Rangoon), regia di John Boorman (1995)
- Palookaville, regia di Alan Taylor (1995)
- Plain Pleasures, regia di Tom Kalin (1996)
- Fargo, regia di Joel Coen (1996)
- Schegge di paura (Primal Fear), regia di Gregory Hoblit (1996)
- Stella solitaria (Lone Star), regia di John Sayles (1996)
- Paradise Road, regia di Bruce Beresford (1997)
- Johnny Skidmarks, regia di John Raffo (1998)
- Madeline - Il diavoletto della scuola (Madeline), regia di Daisy von Scherler Mayer (1998)
- La voce degli angeli (Talk of Angels), regia di Nick Hamm (1998)
- Wonder Boys, regia di Curtis Hanson (2000)
- Quasi famosi (Almost Famous), regia di Cameron Crowe (2000)
- L'uomo che non c'era (The Man Who Wasn't There), regia di Joel Coen (2001)
- Upheaval, regia di Itamar Kubovy (2001)
- Laurel Canyon - Dritto in fondo al cuore (Laurel Canyon) (2002)
- Colpevole d'omicidio (City by the Sea), regia di Michael Caton-Jones (2002)
- Tutto può succedere - Something's Gotta Give (Something's Gotta Give), regia di Nancy Meyers (2003)
- Last Night, regia di Sean Mewshaw - cortometraggio (2004)
- North Country - Storia di Josey (North Country), regia di Niki Caro (2005)
- Æon Flux - Il futuro ha inizio (Æon Flux), regia di Karyn Kusama (2005)
- Friends with Money, regia di Nicole Holofcener (2006)
- Miss Pettigrew (Miss Pettigrew Lives for a Day), regia di Bharat Nalluri (2008)
- Burn After Reading - A prova di spia (Burn After Reading), regia di Joel Coen (2008)
- This Must Be the Place, regia di Paolo Sorrentino (2011)
- Transformers 3 (Transformers: Dark of the Moon), regia di Michael Bay (2011)
- Moonrise Kingdom - Una fuga d'amore (Moonrise Kingdom), regia di Wes Anderson (2012)
- Promised Land, regia di Gus Van Sant (2012)
- Ave, Cesare! (Hail, Caesar!), regia di Joel Coen (2016)
- Tre manifesti a Ebbing, Missouri (Three Billboards Outside Ebbing, Missouri), regia di Martin McDonagh (2017)
- Nomadland, regia di Chloé Zhao (2020)
- The French Dispatch of the Liberty, Kansas Evening Sun, regia di Wes Anderson (2021)
- Macbeth (The Tragedy of Macbeth), regia di Joel Coen (2021)
- Women Talking - Il diritto di scegliere (Women Talking), regia di Sarah Polley (2022)

#### Televisione
- Scandal Sheet, regia di David Lowell Rich - film TV (1985)
- Ai confini della realtà (The Twilight Zone) - serie TV, 1 episodio (1986)
- Vengeance: The Story of Tony Cimo - film TV (1986)
- Una detective in gamba (Leg Work) – serie TV, 7 episodi (1987)
- Pazze d'amore (Crazy in Love) - film TV (1992)
- The Good Old Boys - film TV (1995)
- Great Performances - serie TV, 1 episodio (1995)
- L'orgoglio di un padre (Hidden in America), regia di Martin Bell - film TV (1996)
- Precinct Hollywood - film TV (2005)
- Olive Kitteridge – miniserie TV, 4 episodi (2014)

### Doppiatrice
- I Simpson - serie TV, 1 episodio (2006)
- Madagascar 3 - Ricercati in Europa (Madagascar 3: Europe's Most Wanted), regia di Eric Darnell (2012)
- Il viaggio di Arlo (The Good Dinosaur), regia di Peter Sohn (2015)
- L'isola dei cani (Isle of Dogs), regia di Wes Anderson (2018)
- Good Omens - miniserie TV, 6 episodi (2019)
- Wolfs - Lupi solitari (Wolfs), regia di Jon Watts (2024)

### Produttrice
- Ogni cosa è segreta (Every Secret Thing), regia di Amy Berg (2014)
- Olive Kitteridge – miniserie TV, 4 episodi (2014)
- Nomadland, regia di Chloé Zhao (2020)
- Macbeth (The Tragedy of Macbeth), regia di Joel Coen (2021)
- Women Talking - Il diritto di scegliere (Women Talking), regia di Sarah Polley (2022)

## Teatro
- Painting Churhes di Tina Howe, regia di Carole Rothman. Lamb's Theatre dell'Off Broadway (1983)
- Awake and Sing! di Clifford Odets, regia di Theodore Mann. Circle in the Square Theatre di Broadway (1984)
- Un tram che si chiama Desiderio di Tennessee Williams, regia di Nikos Psacharopoulos. Circle in the Square Theatre di Broadway (1988)
- Dark Rapture di Eric Overmyer, regia di Max Mayer. Hallie Flanagan Davis Powehouse Theater di Poughkeepsie (1992)
- The Swan di Elizabeth Egloff, regia di Les Waters. Public Theater dell'Off Broadway (1992)
- The Sisters Rosensweig di Wendy Wasserstein, regia di Daniel Sullivan. Mitzi E. Newhouse Theater dell'Off Broadway (1993)
- Edipo, da Sofocle, regia e adattamento di Dare Clubb. Classic Stage Company Theatre dell'Off Broadway (1998)
- Un tram che si chiama Desiderio di Tennessee Williams, regia di Robin Lefevre. Gate Theatre di Dublino (1998)
- Far Away di Caryl Churchill, regia di Stephen Daldry. New York Theatre Workshop dell'Off Broadway (2002)
- an oak tree, scritto e diretto da Tim Crouch. Barrow Street Theatre dell'Off Broadway (2006)
- La ragazza di campagna di Clifford Odets, regia di Mike Nichols. Bernard B. Jacobs Theatre di Broadway (2008)
- Good People di David Lindsay-Abaire, regia di Daniel Sullivan. Samuel J. Friedman Theatre di Broadway (2011)

- Macbeth di William Shakespeare, regia di Daniel Sullivan. Berkeley Repertory Theatre di Berkeley (2013)

## Riconoscimenti
- Premio Oscar
  - 1989 – Candidatura alla miglior attrice non protagonista per Mississippi Burning - Le radici dell'odio
  - 1997 – Miglior attrice per Fargo
  - 2001 – Candidatura alla miglior attrice non protagonista per Quasi famosi
  - 2006 – Candidatura alla miglior attrice non protagonista per North Country - Storia di Josey
  - 2018 – Miglior attrice per Tre manifesti a Ebbing, Missouri
  - 2021 – Miglior film per Nomadland
  - 2021 – Miglior attrice per Nomadland
  - 2023 – Candidatura al miglior film per Women Talking - Il diritto di scegliere

- Golden Globe
  - 1994 – Golden Globe Speciale per America oggi
  - 1997 – Candidatura alla miglior attrice in un film commedia o musicale per Fargo
  - 2001 – Candidatura alla miglior attrice non protagonista per Quasi famosi
  - 2006 – Candidatura alla miglior attrice non protagonista per North Country - Storia di Josey
  - 2009 – Candidatura alla miglior attrice in un film commedia o musicale per Burn After Reading - A prova di spia
  - 2015 – Candidatura alla miglior attrice in una miniserie o film televisivo per Olive Kitteridge
  - 2018 – Miglior attrice in un film drammatico per Tre manifesti a Ebbing, Missouri
  - 2021 – Miglior film drammatico per Nomadland
  - 2021 – Candidatura alla miglior attrice in un film drammatico per Nomadland

- BAFTA
  - 1997 – Candidatura alla miglior attrice protagonista per Fargo
  - 2001 – Candidatura alla miglior attrice non protagonista per Quasi famosi
  - 2006 – Candidatura alla migliore attric non protagonista per North Country - Storia di Josey
  - 2018 – Miglior attrice protagonista per Tre manifesti a Ebbing, Missouri
  - 2021 – Miglior film per Nomadland
  - 2021 – Miglior attrice protagonista per Nomadland

- Premi Emmy
  - 1997 – Candidatura alla migliore attrice non protagonista in una miniserie o film televisivo per L'orgoglio di un padre
  - 2015 – Migliore attrice in una miniserie o film televisivo per Olive Kitteridge
  - 2015 – Miglior miniserie per Oliver Kitteridge

- Screen Actors Guild Award
  - 1997 – Miglior attrice cinematografica per Fargo
  - 2001 – Candidatura al miglior cast cinematografico per Quasi famosi
  - 2001 – Candidatura alla miglior attrice non protagonista per Quasi famosi
  - 2006 – Candidatura alla migliore attrice non protagonista per North Country - Storia di Josey
  - 2015 – Miglior attrice in una miniserie o film per la televisione per Olive Kitteridge
  - 2018 – Miglior cast cinematografico per Tre manifesti a Ebbing, Missouri
  - 2018 – Miglior attrice cinematografica per Tre manifesti a Ebbing, Missouri
  - 2021 – Candidatura alla miglior attrice cinematografica per Nomadland

- Tony Award
  - 1988 – Candidatura per la migliore attrice in un'opera teatrale per Un tram che si chiama Desiderio
  - 2011 – Migliore attrice in un'opera teatrale per Good People

## Doppiatrici italiane
Nelle versioni in italiano dei suoi film, Frances McDormand è stata doppiata da:
- Antonella Giannini in Fargo, L'uomo che non c'era, Tutto può succedere - Something's Gotta Give, Miss Pettigrew, Burn After Reading - A prova di spia, This Must Be the Place, Moonrise Kingdom - Una fuga d'amore, Promised Land, Olive Kitteridge, Ave, Cesare!, Tre manifesti a Ebbing, Missouri, Nomadland, The French Dispatch of the Liberty, Kansas Evening Sun, Macbeth, Women Talking - Il diritto di scegliere
- Paila Pavese in Arizona Junior, Mississippi Burning - Le radici dell'odio, Quasi famosi
- Emanuela Rossi in Blood Simple - Sangue facile, Quasi famosi (ridoppiaggio)
- Fabrizia Castagnoli in Wonder Boys, Primo piano sull'assassino
- Anna Cesareni in Pazze d'amore, L'orgoglio di un padre
- Ida Sansone in Darkman
- Maria Grazia Dominici in Amore e magia
- Barbara Castracane in America oggi
- Tiziana Avarista in Oltre Rangoon
- Anna Rita Pasanisi in Palookaville
- Vanna Busoni in Schegge di paura
- Gabriella Borri in Stella solitaria
- Stefania Romagnoli in Paradise Road
- Isabella Pasanisi in Madeline - Il diavoletto della scuola
- Roberta Greganti in Laurel Canyon - Dritto in fondo al cuore
- Pinella Dragani in Colpevole d'omicidio
- Ludovica Modugno in North Country - Storia di Josey
- Roberta Paladini in Æon Flux - Il futuro ha inizio
- Laura Boccanera in Friends with Money
- Chiara Salerno in Transformers 3
- Roberta Pellini in Blood Simple - Sangue facile (ridoppiaggio)

Da doppiatrice è sostituita da:
- Antonella Giannini in L'isola dei cani, Good Omens
- Barbara Castracane in Madagascar 3 - Ricercati in Europa
- Roberta Paladini ne Il viaggio di Arlo
- Francesca Fiorentini in Wolfs - Lupi solitari